# Karloman (majordomus)
Karloman (706/716? – 17. srpna 754) byl franský majordom a později i mnich, nejstarší syn Karla Martela a Rotrudy Trevírské. Jeho bratrem byl první franský král z rodu Karlovců Pipin Krátký.

## Život

### Majordomus

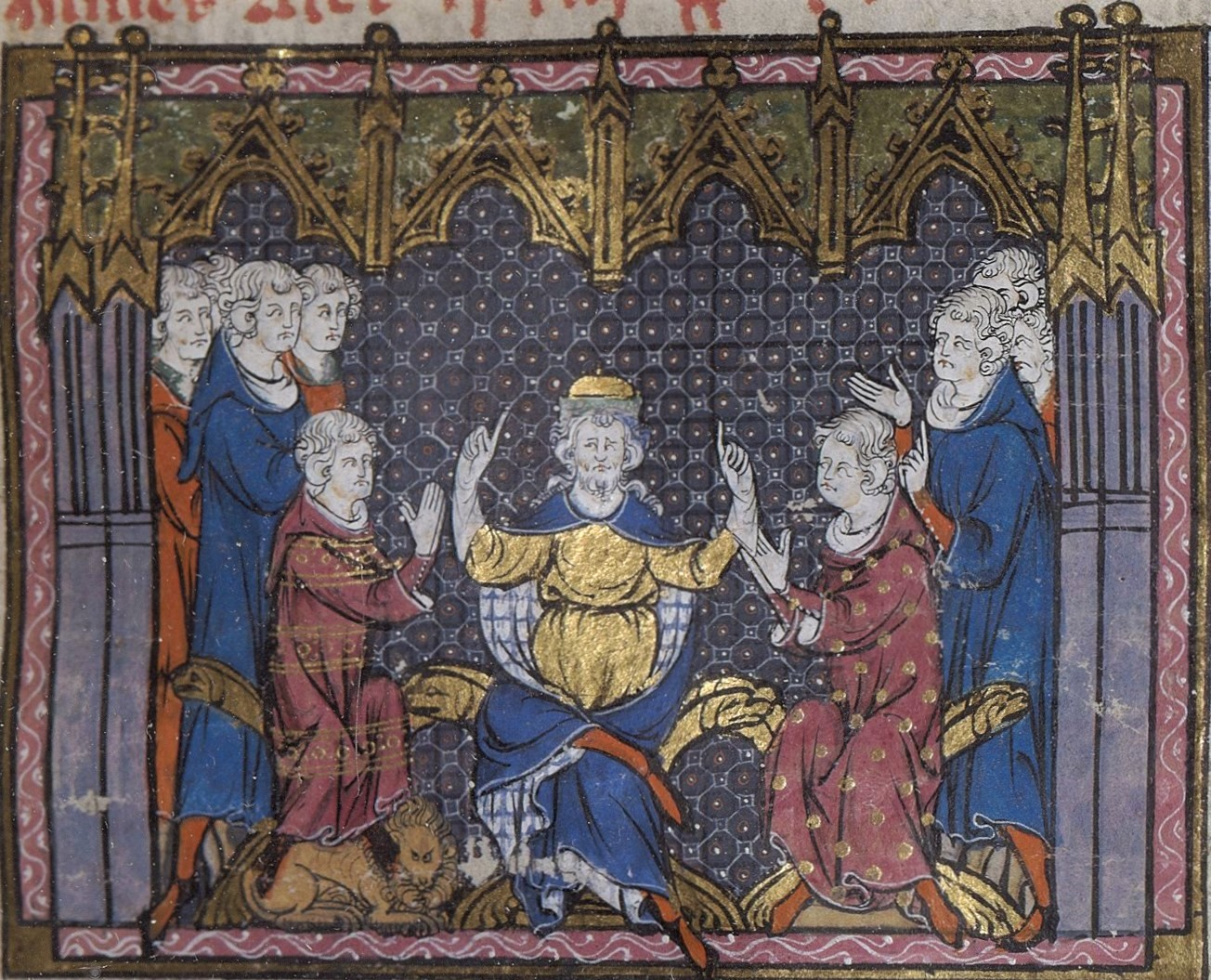
Karel Martel a synové Pipin a Karloman

Po smrti otce Karla Martela (22. října 741) se spolu se svým bratrem Pipinem Krátkým stal majordomem ve Franské říši. Podle vůle Karla Martela z roku 737 měl Karloman obdržet Austrasii, Alemanii a Durynsko, jeho bratr Pipin Neustrii a Burgundsko s Provensálskem.
I přes vysokou prestiž rodu Karlovců a fakticky neomezenou moc, kterou tento rod získal postupně za Karla Martela a jeho otce Pipina Prostředního (645–714), byli jeho členové v pozici „pouhých“ správců (majordomů) říše, teoreticky moc stále spočívala v rukou královského rodu Merovejců, jejichž vliv na dění v říši však již po několikátou generaci upadal. A stejně jako jejich otec a děd, i oni museli čelit řadě odpůrců moci jejich rodu, kteří proti nim po smrti Karla Martela vyvstali.
V první řadě to byl jejich nevlastní bratr Grifo, který se narodil z druhého manželství jejich otce ze Swanachildou z bavorsko-alemanského rodu Agilolfingů. V jeho prospěch byla závěť krátce před smrtí Karla Martela pozměněna tak, aby obdržel do správy Durynsko a části Neustrie a Austrasie. Po smrti Karla Martela se spolu se svoji matkou Swanichildou a spojenci snažil skutečně uchytit v městě Laon v severovýchodní Francii a odtud ovládat nějaké území, byl však záhy poražen a internován v rodovém klášteře Chèvremont u Lutychu, protože ani Karloman ani Pipin nehodlali pozměněnou závěť akceptovat.
Reakce Grifových příbuzných, spojenců a i těch, kterým se tato událost hodila k odporu proti Frankům, na sebe nenechala dlouho čekat. Vedle bavorského vévody Odila, taktéž Agilolfinga, se vzbouřili i Alamani a Akvitánský vévoda Hunoald, který se po smrti svého otce Oda musel podrobit Karlu Martelovi. Tomu se museli dočasně podrobit i Sasové, kteří se opět osamostatnili.
Mezi prvními oběťmi společného úsilí obou bratrů o udržení moci byl dřívější neustrijský majordomus Theudoald, který byl zavražděn již v roce 741. Trestnou vojenskou výpravu podnikli společně nejprve proti Hunoaldovi z Akvitánie (roku 742), který však teprve mezi roky 744 až 745 přistoupil na podmínky kapitulace, vzdal se vévodské hodnosti ve prospěch syna Waiofara a uznal franskou svrchovanost. Stejně tak se roku 742 podrobila část Alemanů (další výpravy podnikli Frankové roku 744 a 746), svrchovanost Franského království musel následujícího roku uznat po své porážce na řece Lechu i bavorský vévoda Odilo, který byl zároveň i manželem sestry obou majordomů Hiltrudy. Také proti Sasům podnikl Karloman trestnou výpravu, a to mezi léty 743 až 744. 
Záminkou ke vzpourám proti oběma bratrům byla i nelegitimnost jejich úřadu, neboť Franské království od roku 737 nemělo panovníka. Proto se oba bratři rozhodli k dosazení loutkového krále z královského rodu Merovejců Childericha III., který byl zároveň i posledním mužským členem tohoto rodu. Formálně panoval až do svého svržení Pipinem Krátkým roku 751.
Byl to právě Karloman, který byl z obou bratrů v církevních věcech aktivnější. V dubnu roku 743 uspořádal první církevní synodu na sever od Alp, které předsedal významný církevní činitel, misionář a „apoštol Němců“ Anglosas sv. Bonifác (původním jménem Winfried). Závěry koncilu kladly na církevní život vyšší nároky a potíraly dosavadního „světský“ život církevních hodnostářů. Pomoci tomu mělo i to, že ze společné snahy Karlomana a Bonifáce vznikl reformní klášter ve Fuldě s benediktinskou řeholí.
V roce 746 vytáhl Karloman opět proti odbojným Alamanům dřívějšího vévody Theudebalda (oficiálně do roku 744). Ti i po porážce Odila Bavorského nadále vzdorovali. Jeho postup proti této vzpouře byl mimořádně tvrdý. Okolnosti nejsou sice přesně známé, zdá se však, že Alamani se na popud Karlomana shromáždili v pevnosti Cannstatt (dnes součást Stuttgartu), snad k opětné kapitulaci, ale majordomus je obvinil ze zrady a zúčastněné alamanské šlechtice nechal popravit (tzv. Krvavý soud v Cannstattu). Likvidací urozených Alamanů zaniklo i jejich vévodství, země byla rozdělena na hrabství pod franskou správou.

### Mnich
Přes vzájemnou nekonfliktní spolupráci mezi bratry se Karloman roku 747 rozhodl k razantnímu životnímu kroku. Syna Droga svěřil do výchovy zatím bezdětnému bratru Pipinovi a sám se odebral do Říma, aby sdělil papeži Zachariáši o svém záměru stát se mnichem a žádal jeho požehnání. To se i stalo a po krátkém pobytu v Římě odešel do odlehlého kláštera Montecassino. Krátce před smrtí se ještě jednou pokusil ovlivnit franskou politiku, to když se roku 754 pokusil u bratra Pipina, který se mezitím stal králem, zasáhnout ve prospěch langobardského krále Aistulfa. Ani papež Štěpán II., který se snažil čelit agresivní politice langobardského krále, ani Pipin, který se pro změnu obával, že Karloman kolem sebe shromáždí nespokojenou opozici, takový diplomatický pokus od Karlomana nepotřebovali. Nechali jej, oficiálně na příkaz papeže, internovat v klášteře v burgundském městě Vienna, kde záhy zemřel. V klášteře skončil i jeho syn Drogo.